# Liège-Bastogne-Liège 1949
La 35e édition de Liège-Bastogne-Liège a eu lieu le 1er mai 1949 et a été remportée par le Français Camille Danguillaume. C'est la seconde victoire française à la Doyenne, 41 ans après celle d'André Trousselier en 1908.
Le sprint final est remporté par Camille Danguillaume devant ses quatre compagnons d'échappée. Danguillaume meurt un peu plus d'une année plus tard des suites d'un accrochage entre deux cyclomoteurs lors du Championnat de France à Montlhéry. On note la septième place du Liégeois Émile Masson junior qui, plus tard, sera président du Pesant Club Liégeois et fera partie de l'organisation de Liège-Bastogne-Liège pendant de nombreuses années.
117 coureurs étaient au départ. 47 rejoignent l'arrivée.

## Classement
| n° | Coureur               | Équipe         | Temps           |
| -- | --------------------- | -------------- | --------------- |
| 1  | Camille Danguillaume  | Frejus         | 6 h 57 min 40 s |
| 2  | Adolf Verschueren     | Mercier        | m.t.            |
| 3  | Roger Gyselinck       | -              | m.t.            |
| 4  | Willy Kemp            | Bottecchia     | m.t.            |
| 5  | Maurice Meersman      | -              | m.t.            |
| 6  | Pino Cerami (*)       | Peugeot-Dunlop | à 35 s          |
| 7  | Émile Masson junior   | Carrara        | à 1 min 25 s    |
| 8  | Jacques Geus          | Rochet-Dunlop  | m.t.            |
| 9  | Achiel Buysse         | Rochet-Dunlop  | m.t.            |
| 10 | Eugène Van Roosbroeck | Alcyon-Dunlop  | m.t.            |

(*) Pino Cerami a été naturalisé belge en 1956.